# Nunatak Iberá
För andra betydelser, se Ibera
Nunatak Iberá är en nunatak i Antarktis. Den ligger i Östantarktis. Argentina och Storbritannien gör anspråk på området. Toppen på Nunatak Iberá är 1 040 meter över havet.
Terrängen runt Nunatak Iberá är platt. Trakten är obefolkad. Det finns inga samhällen i närheten.